# 200 meter för herrar i friidrott vid olympiska sommarspelen 1996
200 meter för herrar vid olympiska sommarspelen 1996 i Atlanta avgjordes 31 juli-1 augusti. 

## Medaljörer
| Gren      | Guld                  | Guld          | Silver                       | Silver   | Brons                            | Brons |
| 200 meter | Michael Johnson · USA | 19,32 (WR OR) | Frankie Fredericks · Namibia | 19,68 PB | Ato Boldon · Trinidad och Tobago | 19,80 |

## Resultat
- Q innebär avancemang utifrån placering i heatet.
- q innebär avancemang utifrån total placering.
- DNS innebär att personen inte startade.
- DNF innebär att personen inte fullföljde.
- DQ innebär diskvalificering.
- NR innebär nationellt rekord.
- OR innebär olympiskt rekord.
- WR innebär världsrekord.
- WJR innebär världsrekord för juniorer
- AR innebär världsdelsrekord (area record)
- PB innebär personligt rekord.
- SB innebär säsongsbästa.
- w innebär medvind > 2,0 m/s

### Final
- Hölls 1 augusti 1996

| Placering | Final                  | Tid   |
| --------- | ---------------------- | ----- |
|           | Michael Johnson (USA)  | 19,32 |
|           | Frank Fredericks (NAM) | 19,68 |
|           | Ato Boldon (TRI)       | 19,80 |
| 4.        | Obadele Thompson (BAR) | 20,14 |
| 5.        | Jeff Williams (USA)    | 20,17 |
| 6.        | Ivan Garcia (CUB)      | 20,21 |
| 7.        | Patrick Stevens (BEL)  | 20,27 |
| 8.        | Michael Marsh (USA)    | 20,48 |

### Semifinaler
| Placering | Heat 1                 | Tid   |
| --------- | ---------------------- | ----- |
| 1.        | Michael Johnson (USA)  | 20,27 |
| 2.        | Ivan Garcia (CUB)      | 20,34 |
| 3.        | Jeff Williams (USA)    | 20,39 |
| 4.        | Patrick Stevens (BEL)  | 20.46 |
| 5.        | Francis Obikwelu (NGR) | 20.56 |
| 6.        | John Regis (GBR)       | 20.58 |
| 7.        | Emmanuel Tuffour (GHA) | 20.61 |
| 8.        | Neil De Silva (TRI)    | 21.26 |

| Placering | Heat 2                 | Tid   |
| --------- | ---------------------- | ----- |
| 1.        | Frank Fredericks (NAM) | 19,98 |
| 2.        | Ato Boldon (TRI)       | 20,05 |
| 3.        | Michael Marsh (USA)    | 20,26 |
| 4.        | Obadele Thompson (BAR) | 20.32 |
| 5.        | Steve Brimacombe (AUS) | 20.38 |
| 6.        | Koji Ito (JPN)         | 20.45 |
| 7.        | Sergejs Insakovs (LAT) | 20.48 |
| 8.        | Geir Moen (NOR)        | 20.96 |

### Omgång 2 - Heat
| Placering | Heat 1                  | Tid   |
| --------- | ----------------------- | ----- |
| 1.        | Frank Fredericks (NAM)  | 20,38 |
| 2.        | Jeff Williams (USA)     | 20,47 |
| 3.        | Obadele Thompson (BAR)  | 20,53 |
| 4.        | Erik Wymeersch (BEL)    | 20.59 |
| 5.        | Percival Spencer (JAM)  | 20.59 |
| 6.        | Troy Douglas (BER)      | 20.63 |
| 7.        | Francisco Navarro (ESP) | 21.06 |
| —         | O'Brian Gibbons (CAN)   | DNS   |

| Placering | Heat 2                       | Tid   |
| --------- | ---------------------------- | ----- |
| 1.        | Michael Johnson (USA)        | 20,37 |
| 2.        | Geir Moen (NOR)              | 20,48 |
| 3.        | Neil De Silva (TRI)          | 20,62 |
| 4.        | Robson da Silva (BRA)        | 20.65 |
| 5.        | Jordi Mayoral (ESP)          | 20.68 |
| 6.        | George Panayiotopoulos (GRE) | 20.86 |
| 7.        | Dean Capobianco (AUS)        | 21.03 |
| 8.        | Oumar Loum (SEN)             | 21.31 |

| Placering | Heat 3                     | Tid   |
| --------- | -------------------------- | ----- |
| 1.        | Ivan Garcia (CUB)          | 20,36 |
| 2.        | Koji Ito (JPN)             | 20,47 |
| 3.        | Steve Brimacombe (AUS)     | 20,53 |
| 4.        | Robert Mackowiak (POL)     | 20.61 |
| 5.        | Anninos Markoullides (CYP) | 20.63 |
| 6.        | Vladyslav Dolohodin (UKR)  | 20.65 |
| 7.        | Elston Cawley (JAM)        | 20.75 |
| 8.        | Franck Waota (CIV)         | 21.14 |

| Placering | Heat 4                   | Tid   |
| --------- | ------------------------ | ----- |
| 1.        | Michael Marsh (USA)      | 20,39 |
| 2.        | Patrick Stevens (BEL)    | 20,43 |
| 3.        | John Regis (GBR)         | 20,56 |
| 4.        | Sergejs Insakovs (LAT)   | 20.58 |
| 5.        | Albert Agyemang (GHA)    | 20.87 |
| 6.        | Seun Ogunkoya (NGR)      | 21.00 |
| 7.        | Joseph Loua (GUI)        | 21.01 |
| —         | Claudinei da Silva (BRA) | DNF   |

| Placering | Heat 5                  | Tid   |
| --------- | ----------------------- | ----- |
| 1.        | Ato Boldon (TRI)        | 20,25 |
| 2.        | Francis Obikwelu (NGR)  | 20,49 |
| 3.        | Emmanuel Tuffuor (GHA)  | 20,49 |
| 4.        | Linford Christie (GBR)  | 20.59 |
| 5.        | Edson Ribeiro (BRA)     | 20.60 |
| 6.        | Torbjörn Eriksson (SWE) | 20.83 |
| 7.        | Carlos Gats (ARG)       | 20.84 |
| 8.        | Gary Ryan (IRL)         | 20.89 |

### Omgång 1 - Heat
| Placering | Heat 1                 | Tid   |
| --------- | ---------------------- | ----- |
| 1.        | Michael Marsh (USA)    | 20,27 |
| 2.        | Sergejs Insakovs (LAT) | 20,41 |
| 3.        | Troy Douglas (BER)     | 20,41 |
| 4.        | Steve Brimacombe (AUS) | 20.45 |
| 5.        | Alfred Visagie (RSA)   | 21.10 |
| 6.        | Mohamed Al Hooti (OMA) | 21.10 |
| 7.        | Takahiro Mazuka (JPN)  | 21.13 |

| Placering | Heat 2                | Tid   |
| --------- | --------------------- | ----- |
| 1.        | Ivan Garcia (CUB)     | 20,49 |
| 2.        | Albert Agyemang (GHA) | 20,69 |
| 3.        | Elston Cawley (JAM)   | 20,73 |
| 4.        | Owusu Dako (GBR)      | 20.83 |
| 5.        | Thomas Sbokos (GRE)   | 20.88 |
| 6.        | Anton Ivanov (BUL)    | 21.20 |
| 7.        | David Wilson (GUM)    | 21.85 |
| 8.        | Mohamed Brahim (MTN)  | 22.71 |

| Placering | Heat 3                     | Tid   |
| --------- | -------------------------- | ----- |
| 1.        | Ato Boldon (TRI)           | 20,26 |
| 2.        | Obadele Thompson (BAR)     | 20,42 |
| 3.        | Anninos Markoullides (CYP) | 20,57 |
| 4.        | Carlos Gats (ARG)          | 20.82 |
| 5.        | Joseph Gikonyo (KEN)       | 20.88 |
| 6.        | Chris Donaldson (NZL)      | 20.96 |
| 7.        | Wu-Shiun Tao (TPE)         | 21.25 |

| Placering | Heat 4                  | Tid   |
| --------- | ----------------------- | ----- |
| 1.        | Michael Johnson (USA)   | 20,55 |
| 2.        | Erik Wymeersch (BEL)    | 20,68 |
| 3.        | Percival Spencer (JAM)  | 20,73 |
| 4.        | Franck Waota (CIV)      | 20.78 |
| 5.        | Benjamin Sirimou (CMR)  | 21.00 |
| 6.        | Antoine Boussombo (GAB) | 21.06 |
| —         | Venancio Jose (ESP)     | DNS   |

| Placering | Heat 5                 | Tid   |
| --------- | ---------------------- | ----- |
| 1.        | Francis Obikwelu (NGR) | 20,62 |
| 2.        | Edson Ribeiro (BRA)    | 20,69 |
| 3.        | John Regis (GBR)       | 20,78 |
| 4.        | Pierre Lisk (SLE)      | 20.86 |
| 5.        | Lars Hedner (SWE)      | 20.97 |
| 6.        | Thomas Griesser (AUT)  | 21.20 |
| 7.        | Pascal Dangbo (BEN)    | 21.65 |
| 8.        | Hadhari Djaffar (COM)  | 22.68 |

| Placering | Heat 6                   | Tid   |
| --------- | ------------------------ | ----- |
| 1.        | Patrick Stevens (BEL)    | 20,60 |
| 2.        | Jordi Mayoral (ESP)      | 20,65 |
| 3.        | Claudinei da Silva (BRA) | 20,80 |
| 4.        | Joseph Loua (GUI)        | 20.81 |
| 5.        | Boevi Lawson (TOG)       | 20.99 |
| 6.        | Anderson Vilien (HAI)    | 21.62 |
| 7.        | Peter Ogilvie (CAN)      | 22.00 |
| 8.        | Gustavo Envela (GEQ)     | 22.09 |

| Placering | Heat 7                       | Tid   |
| --------- | ---------------------------- | ----- |
| 1.        | Linford Christie (GBR)       | 20,64 |
| 2.        | Robert Mackowiak (POL)       | 20,67 |
| 3.        | George Panayiotopoulos (GRE) | 20,69 |
| 4.        | Geir Moen (NOR)              | 20.78 |
| 5.        | O'Brian Gibbons (CAN)        | 20.79 |
| 6.        | Andrej Fjodorev (RUS)        | 20.95 |
| 7.        | Brahim Abdoulaye (CHA)       | 21.67 |

| Placering | Heat 8                 | Tid   |
| --------- | ---------------------- | ----- |
| 1.        | Neil De Silva (TRI)    | 20,54 |
| 2.        | Robson da Silva (BRA)  | 20,61 |
| 3.        | Oumar Loum (SEN)       | 20,69 |
| 4.        | Dean Capobianco (AUS)  | 20.76 |
| 5.        | Matthew Coad (NZL)     | 21.25 |
| 6.        | Amos Ali (PNG)         | 21.37 |
| 7.        | Laurence Jack (VAN)    | 21.94 |
| —         | Olapade Adeniken (NGR) | DNS   |

| Placering | Heat 9                      | Tid   |
| --------- | --------------------------- | ----- |
| 1.        | Jeff Williams (USA)         | 20,37 |
| 2.        | Vladyslav Dolohodin (UKR)   | 20,57 |
| 3.        | Francisco Navarro (ESP)     | 20,87 |
| 4.        | Alain Reimann (SUI)         | 20.99 |
| 5.        | Ousmane Diarra (MLI)        | 21.20 |
| 6.        | Mohd Al Aswad (UAE)         | 21.77 |
| —         | Ibrahim Ismail Muftah (QAT) | DNS   |

| Placering | Heat 10                 | Tid   |
| --------- | ----------------------- | ----- |
| 1.        | Koji Ito (JPN)          | 20,56 |
| 2.        | Torbjörn Eriksson (SWE) | 20,77 |
| 3.        | Emmanuel Tuffuor (GHA)  | 20,85 |
| 4.        | Mark Keddell (NZL)      | 20.93 |
| 5.        | Justice Dipeba (BOT)    | 21.09 |
| 6.        | Carlton Chambers (CAN)  | 21.32 |
| 7.        | Miguel Janssen (ARU)    | 21.72 |

| Placering | Heat 11                    | Tid   |
| --------- | -------------------------- | ----- |
| 1.        | Frank Fredericks (NAM)     | 20,59 |
| 2.        | Seun Ogunkoya (NGR)        | 20,78 |
| 3.        | Gary Ryan (IRL)            | 20,78 |
| 4.        | Sebastian Keitel (CHI)     | 20.96 |
| 5.        | Christoph Poestinger (AUT) | 20.98 |
| 6.        | Sandro Floris (ITA)        | 21.01 |
| 7.        | Wenzhong Chen (CHN)        | 21.05 |